# کایتو کوبو
کایتو کوبو (انگلیسی: Kaito Kubo؛ زادهٔ ۵ نوامبر ۱۹۹۳) بازیکن فوتبال اهل ژاپن است.